# 小島宏之とダイナブラザーズ
小島宏之とダイナブラザーズ（こじまひろゆきとだいなぶらざーず）は、ボーイズグループ。1961年に結成。現在活動はしていない。

## メンバー
全盛期のメンバー
- 小島宏之（こじま ひろゆき - 1923年5月 - 、本名は小島隆光。東京都港区麻布十番出身。リーダーでありリードギター・ボーカル・アコーディオン。建築業の家に生まれ、1942年元旦に千葉の新興館（のちの千葉セントラル劇場）にてギター漫談で初舞台。以降地方のどさ周り、戦時中は慰問で満州、帰国後は中島飛行機に入社、1944年3月に川崎市通信隊に入隊、戦後間もなく8月に除隊し、慰問を始める。1946年に大空ヒット率いる「混線四重奏」に加入。解散後、ジン・カクテルの名でギター漫談をしていたが、「川田義雄とミルク・ブラザース」の川田晴久に弟子入りし修行、1957年に川田没後、2年間の闘病の末、1959年に「小島宏之とダイナブラザーズ」を結成も2年2カ月で解散。1961年に再結成した。ボーイズバラエティ協会所属。存命であれば100歳を越える年齢であるが、活動しておらず、同協会の名簿リストにも名前が記述されていない。
- 田元哲也
- みのべ実
- 水上洋二
- 棚井ジョージ

元メンバー